# 카와모토 토시히로

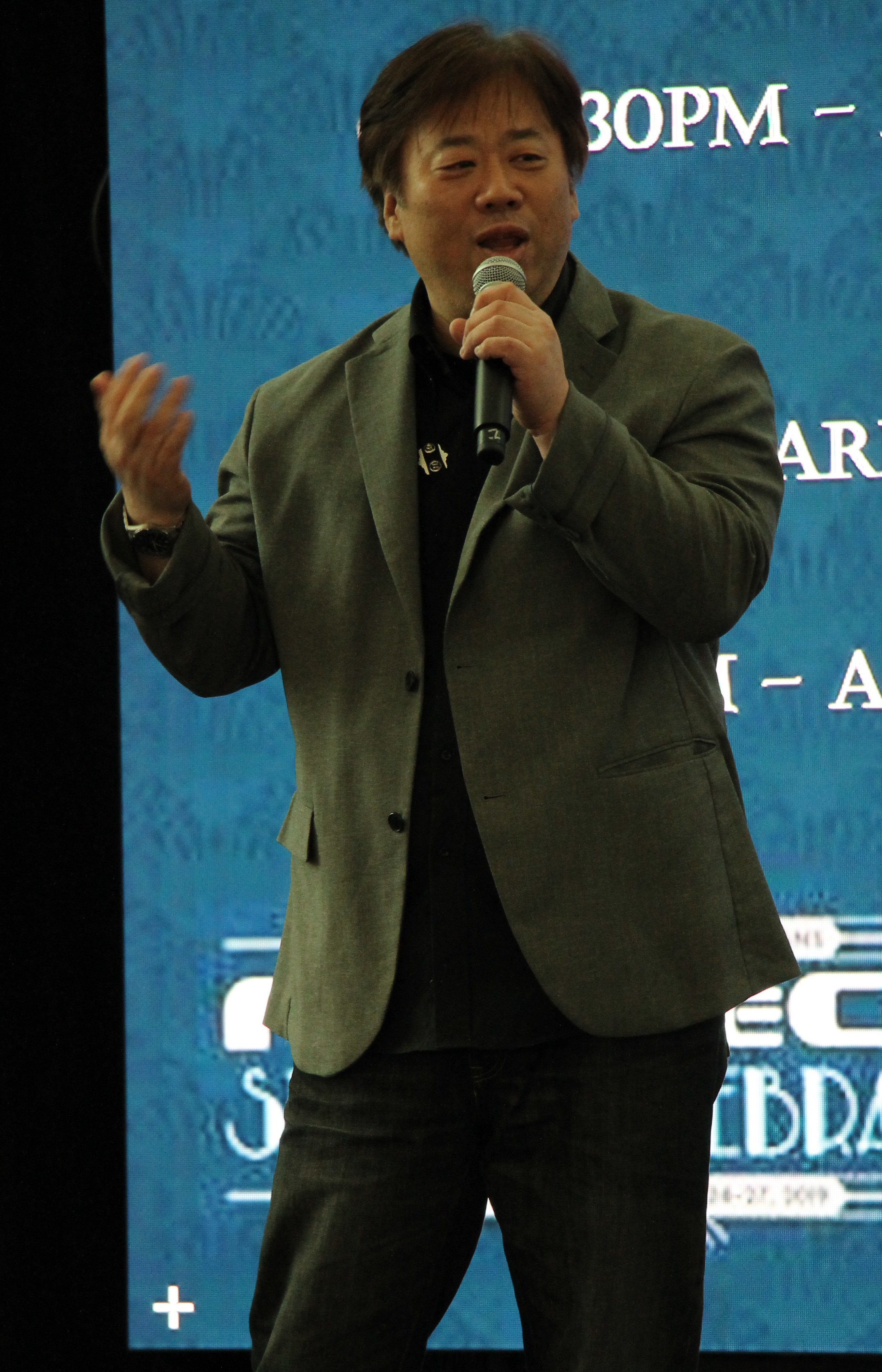
2019년 모습

카와모토 토시히로(川元利浩, 1963년 7월 15일 ~ )는 일본의 애니메이터이다. 애니메이션 스튜디오 본즈 (기업)의 공동 창립자이자 이사이다. 카우보이 비밥의 캐릭터 디자이너이자 애니메이션 감독이었다.

## 작품
- 기동전사 건담 ZZ
- 기동전사 건담 역습의 샤아
- 기동전사 건담 0080 주머니 속의 전쟁
- 시티헌터
- 기동전사 건담 F91
- 기동전사 건담 0083 스타더스트 메모리
- 기동무투전 G 건담
- 골든 보이 (만화)
- 메모리즈 (1995년 영화)
- 세가 새턴 기동전사 건담 게임
- 기동전사 건담 제08MS소대
- 카우보이 비밥
- 블러드: 더 라스트 뱀파이어
- 카우보이 비밥 천국의 문
- 기동천사 엔젤릭 레이어
- 라제폰
- 위치 헌터 로빈
- 울프스 레인
- 강철의 연금술사 (애니메이션)
- 현란무답제
- 교향시편 유레카 세븐
- 강철의 연금술사 - 샴발라를 정복한 자
- 오란고교 호스트부
- 스트레인저 무황인담
- 강철의 연금술사 BROTHERHOOD
- GOSICK -고식-
- 텐카이 나이트
- 노라가미
- 스페이스☆댄디
- 혈계전선
- 나의 히어로 아카데미아
- 모브 사이코 100
- 조제, 호랑이 그리고 물고기들 (2020년 영화)
- SK∞ 에스케이 에이트
- 메탈릭 루쥬

### 게임
- 테일즈 오브 디 어비스